# Оттава (станция)

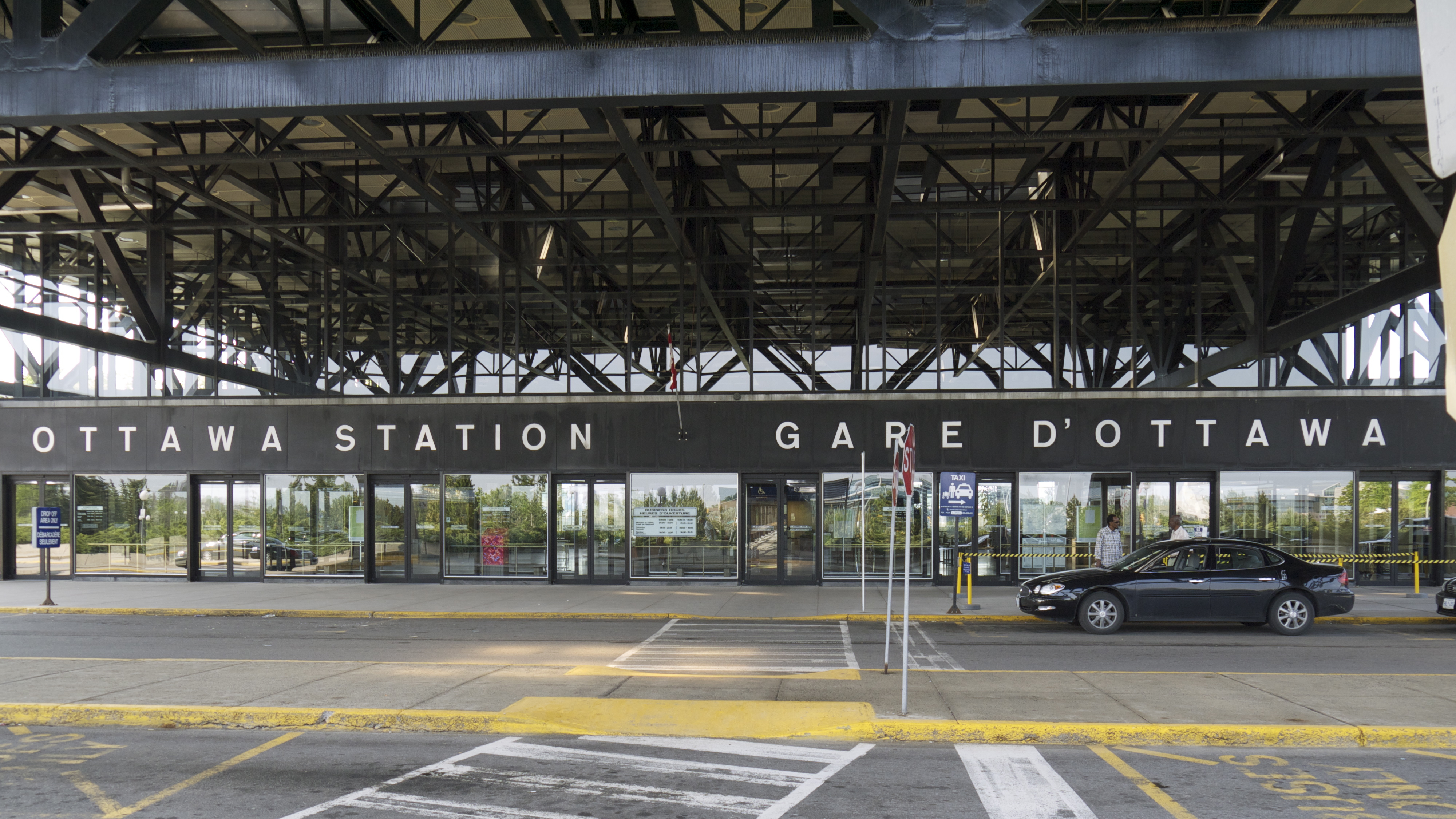
Вокзал станции Оттава

Станция Оттава, англ. Ottawa Station (код IATA: XDS) — железнодорожный вокзал в г. Оттава по адресу: 200 Tremblay Road. Вокзал принимает междугородные поезда компании VIA Rail, идущие на запад в Торонто и на восток в Монреаль, а также компаний Canadian National (CN) и Canadian Pacific (CP). Он также принимает автобусы некоторых авиакомпаний.
У вокзала расположен автобусный транзитный терминал Train station, от которого автобусы едут в центр города и в восточные пригороды (Орлеан).
Вокзал в модернистском стиле спроектировал Джон Б. Паркин. Он был построен в 1966 г. и завоевал Медаль Массе в архитектурной номинации за 1967 г. В 2000 г. Королевский архитектурный институт Канады включил вокзал в число 500 важнейших зданий Канады.
Ранее вокзал располагался в центре города, на месте современного правительственного центра конференций у канала Ридо рядом с площадью Конфедерации. Позднее железнодорожные пути были разобраны, а на их месте проложено Шоссе Полковника Бая (en:Colonel By Drive), по обе стороны которого сохраняется зелёная зона.